# Saint-Maurice-sous-les-Côtes
Saint-Maurice-sous-les-Côtes település Franciaországban, Meuse megyében. Lakosainak száma 359 fő (2022. január 1.). Saint-Maurice-sous-les-Côtes Avillers-Sainte-Croix, Hannonville-sous-les-Côtes, Lamorville, Thillot és Vigneulles-lès-Hattonchâtel községekkel határos.

## Népesség
A település népessége az elmúlt években az alábbi módon változott:
| Lakosok száma | 411  | 329  | 315  | 391  | 403  | 388  | 352  | 340  | 335  | 359  |
|               | 1968 | 1982 | 1990 | 2006 | 2013 | 2015 | 2017 | 2019 | 2020 | 2022 |